# 아미노 요시히코
아미노 요시히코(일본어: 網野善彦, 1928년 1월 22일 ~ 2004년 2월 27일)는 일본의 역사학자이다. 전공은 일본 중세사로, 야마나시현에서 태어나 도쿄도에서 자랐다.

## 약력
야마나시현 히가시야쓰시로 군(지금의 후에후키시)에서 에도 시대부터 지주였던 집의 막내아들로 태어났다. 증조부는 야마나시 중앙은행의 전신이던 아미노 은행의 창업자이다.
어릴 때에 도쿄시 아자부 구(지금의 도쿄도 미나토구)로 이사했다. 1947년에 도쿄 대학 문학부 국사학과에 입학하고, 이즈음 일본공산당에 입당한다. 민주주의학생동맹 부위원장 겸 조직부장이 되기도 했으나, 이후 운동에서 떨어져 나왔다.
1950년에 도쿄 대학 문학부 국사학과를 졸업하고, 경제인이자 민속학자로 유명한 시부사와 게이조의 일본상민문화연구소의 분실에 들어간다. 여기서 나카자와 마치코와 만나 1955년에 결혼한다. 약혼반지를 살 수 없을 만큼 가난해 커튼 링을 선물했다는 일화가 있다.
1955년에 연구소를 나와 나가하라 게이지의 도움으로 도쿄 도립 기타조노 고등학교의 교사가 되었고, 1966년까지 근무했다. 학교에서는 부라쿠 해방 연구회 고문을 맡으면서, 도쿄 대학 사료 편찬소에 다니며 고문서를 필사해 1966년에 《중세 장원의 양상》(中世荘園の様相)을 펴냈다.
1967년에는 도쿄 대학의 선배들의 도움으로 나고야 대학 문학부 조교수에 취임했고, 1980년에는 가나가와 대학 단기대학부 교수가 되었으며, 이후에 경제학부 특임교수가 된다. 2004년에 도쿄 도의 병원에서 폐암으로 사거했다.

## 연구
중세의 장인이나 기예인 등의, 농민을 제외한 비정주인(非定住人)의 세계를 밝히고, 일본 천황을 정점으로 하는 농경 국민의 국가로 여겨지던 일본의 모습에 의문과 함께 큰 영향을 주었다. 또한 중세부터 근세에 걸친 역사에서 백성의 신분에 속한 사람이 반드시 농민 뿐만 아니라, 상업이나 수공업에 종사하던 사람들이었다는 사실을 실증한 것으로도 알려져 있다. 학설에는 비판이 많지만, 일본 사학에 민속학으로의 접근을 시도했다는 사실과, 학제간 연구를 도입한 공적은 널리 인정받고 있다.
2007년 5월부터는 《아미노 요시히코 저작집》(網野善彦著作集, 전 18권, 별권 1권)이 이와나미 쇼텐에서 간행이 시작되었다.